# Temporada 1968 del Campeonato de España de Rally
La temporada 1968 fue la edición 12.ª del Campeonato de España de Rally. Comenzó el 11 de febrero en el Rally de Invierno y terminó el 22 de diciembre en el Rally Tres Costes.

## Calendario
El calendario estaba compuesto de diecinueve pruebas puntuables.
| N.º | Fecha            | Rally                                       | Superficie     | Series |
| --- | ---------------- | ------------------------------------------- | -------------- | ------ |
| 1   | 11 de febrero    | 8.º Rallye de Invierno                      |                |        |
| 2   | 24-25 de febrero | 9.º Rallye Fallas                           |                |        |
| 3   | 16-17 de marzo   | 9.º Rally Vasco Navarro                     |                |        |
| 4   | 20-21 de abril   | 4º Rallye Presidente-Trofeo Luis de Baviera |                |        |
| 5   | 5 de mayo        | 16.º Rallye Costa Brava                     | Asfalto        |        |
| 6   | 23 de junio      | 1.er Rallye Alta Montaña                    |                |        |
| 7   | 28-30 de junio   | 2.º Rallye Orense                           | Asfalto/tierra |        |
| 8   | 18-21 de julio   | Trofeo RACE Camino de la Plata              |                |        |
| 9   | 26-28 de julio   | 2.º Rallye de La Coruña                     |                |        |
| 10  | 16-18 de agosto  | 6.º Rally a las Rías Bajas                  | Asfalto        |        |
| 11  | 22 de septiembre | 5.º Rally Ciudad de Oviedo                  | Asfalto        |        |
| 12  | 10-13 de octubre | 16.º Rally de España del RACE               |                | ERC    |
| 13  | 27 de octubre    | 4.º Rallye de Gerona                        | Asfalto        |        |
| 14  | 1 de noviembre   | 2.º Rallye Firestone                        | Asfalto        |        |
| 15  | 10 de noviembre  | 10.º Rallye 2000 Virajes                    |                |        |
| 16  | 17 de noviembre  | 4.º Rallye Barcelona-Andorra                | Asfalto        |        |
| 17  | 24 de noviembre  | 5.º Rallye Club 600                         |                |        |
| 18  | 7-8 de diciembre | 5.º Rallye Costa del Sol                    | Asfalto        |        |
| 19  | 22 de diciembre  | 3.º Rallye Tres Costes                      |                |        |

## Equipos
| Equipo              | Vehículo                 | Piloto                | Copiloto          | Rondas            |
| Equipos oficiales   | Equipos oficiales        | Equipos oficiales     | Equipos oficiales | Equipos oficiales |
| ------------------- | ------------------------ | --------------------- | ----------------- | ----------------- |
| FASA-Renault        | Alpine Renault A110-1440 | Bernard Tramont       | Ricardo Muñoz     | 10-11             |
| FASA-Renault        | Alpine Renault A110-1440 | Bernard Tramont       | Luis Blasco López | 13, 16            |
| FASA-Renault        | Alpine Renault A110-1440 | Bernard Tramont       | Santiago Cañedo   | 18                |
| FASA-Renault        | Renault 8 Gordini        | Alberto Ruiz-Giménez  | Santiago Cañedo   | 13                |
| FASA-Renault        | Renault 8 Gordini        | Alberto Ruiz-Giménez  | Jaime Lezcano     | 11                |
| Equipos privados    |                          |                       |                   |                   |
|                     | Porsche 911 SC           | Eladio Doncel         | C. Llagostera     | 7                 |
| Eduardo Vigil       | Porsche 911 SC           | Eladio Doncel         | 11                |                   |
| Ricardo Muñoz       | Porsche 911 SC           | Eladio Doncel         | 13                |                   |
| Jaime Parejo        | Porsche 911 SC           | Eladio Doncel         | 14                |                   |
| Escudería Montjuich | Porsche 911 R            | Juan Fernández García | Artemio Eche      | 10, 18            |
|                     | Fiat Abarth              | Manuel Juncosa        | Artemio Eche      | 5, 7, 13          |
|                     | BMC Cooper               | José Manuel Lencina   | Juan Mato         | 13-14, 18         |

## Resultados

### Campeonato de pilotos
- Resultados incompletos.

| Pos. | Piloto                | INV | FAL | VAS | BAV | COS | MON | ORE | PLA | COR | RIA | CDO | RAC | GER | FIR | VIR | BAN | 600 | CDS | 3CO | Ptos. |
| ---- | --------------------- | --- | --- | --- | --- | --- | --- | --- | --- | --- | --- | --- | --- | --- | --- | --- | --- | --- | --- | --- | ----- |
| 1.   | Bernard Tramont       |     |     | 1   |     |     |     | Ret | 4   |     | 24  | 1   | 5   | 1   | Ret | Ret | 1   | 1   | 2   |     |       |
|      | Eladio Doncel         |     |     |     | 6   |     |     | 1   | 7   |     |     | 2   | Ret | 3   | 1   | Ret | Ret | 2   | Ret |     |       |
|      | Alberto Ruiz-Giménez  |     | 1   | 3   | 2   | 4   |     | Ret | 5   |     | Ret | 3   | Ret | 10  | 6   | 3   | Ret | 5   |     |     |       |
|      | Juan Fernández García |     |     |     |     |     |     |     |     |     | 1   |     |     |     | Ret |     | 3   |     | 1   |     |       |
|      | José Manuel Lencina   |     | 2   |     | 3   |     | 1   |     |     |     |     |     | 9   | 6   | 2   | 1   |     | 16  | 8   |     |       |
|      | Manuel Juncosa        | 1   |     |     |     | 1   |     | 3   |     |     | 5   |     |     | 7   |     |     | 2   |     |     |     |       |
|      | Jorge Bäbler          | 2   |     |     |     |     |     |     |     |     |     |     |     |     |     |     | 4   |     |     | 1   |       |
|      | Marc Etchebers        |     |     | 4   |     |     |     |     |     |     |     |     |     |     |     |     |     |     |     |     |       |